# Arak (Spirituose)

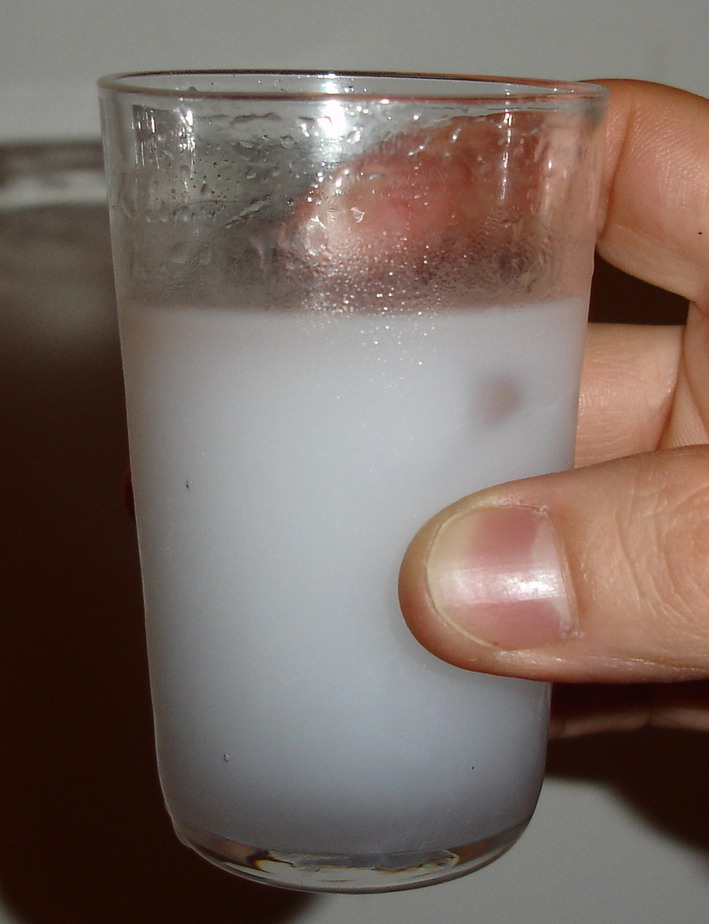
Ein Glas Arak mit Wasser und Eis

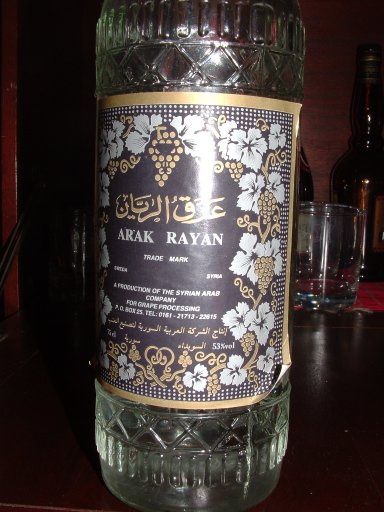
Eine Flasche Arak

Arak oder Araq (arabisch عرق, DMG ʿaraq, „Schweiß“) ist ein klarer, ungesüßter Anisschnaps; er wird vor allem in Syrien, dem Libanon, Palästina, Jordanien und dem Irak produziert und konsumiert. Arak wird begrifflich oft verwechselt mit Arrak, einem Branntwein der weder Anis noch Weintrauben enthält, der in Indien, Sri Lanka, Südostasien und auch Russland verbreitet ist.

## Traditionelle, handwerkliche Herstellung
Die Weinberge werden nicht bewässert, sondern dem Klima überlassen. Die Ende September und Anfang Oktober geernteten Trauben werden gepresst, die Maische wird etwa drei Wochen lang gären gelassen; die Mischung wird gelegentlich umgerührt, um das CO2 freizusetzen.
Traditionell erfolgt die Destillation in Kupferbrennblasen mit maurischer Form.
Der Branntwein wird mindestens zweifach destilliert; vor der finalen Destillation wird der Branntwein mit frischem, grünen Anis vermischt, wobei diese bei möglichst niedriger Temperatur erfolgt. Das Endprodukt wird anschließend ca. 18 Monate lang in Tonamphoren gelagert.

## Konsum
Arak wird gewöhnlich mit Wasser oder Eis getrunken, aber auch als Longdrink mit Tee, Minze, Grapefruitsaft bzw. Limonade oder einfach pur. Das Hinzufügen von Eis oder Wasser verursacht eine milchige Trübung der sonst klaren Spirituose (Louche-Effekt). Der Grund dafür ist das Anethol im Anisöl, welches nur in Alkohol und nicht in Wasser löslich ist.

## Arak in Israel
In das heutige Israel wurde die Spirituose durch jüdische Einwanderer aus Nordafrika und dem Nahen Osten eingeführt.
In den letzten Jahren hat sich der Arak unter den jungen Leuten in Israel zu einem Modegetränk entwickelt. Spirituosenhändler berichten von einem Anstieg des Verkaufs an Bars, Nachtclubs, Restaurants, Supermärkte und Kioske. Grund dafür ist vor allem der geringe Preis im Gegensatz zu anderen alkoholischen Getränken. In Clubs wird Arak für gewöhnlich als Kurzer zum Bier gereicht. In modernen Bars und Restaurants von Tel Aviv wird Arak immer öfter auch zum Bestandteil neuer Cocktailkreationen.

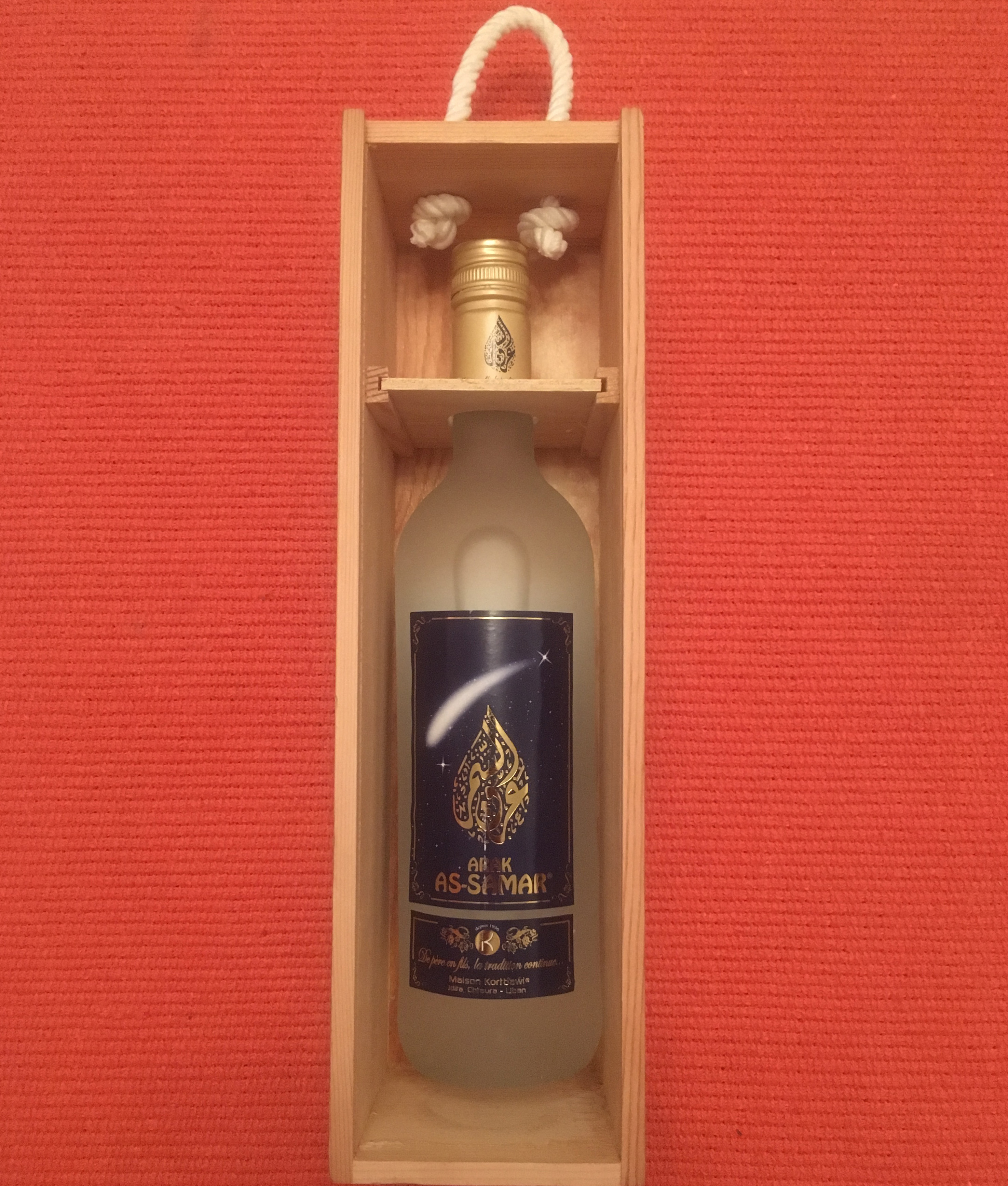
Arak As-Samar